# Girolamo di Pavia
Girolamo (fl. VIII secolo) è stato vescovo di Pavia; il suo culto come santo fu confermato da papa Leone XIII nel 1888.

## Biografia
Le notizie biografiche relative a Girolamo sono scarse: era aedituus (sacerdote sacrista) della chiesa di Santa Maria alle Pertiche quando fu eletto vescovo di Pavia; secondo Erwin Hoff, succedette a Pietro nel 737 e morì nel 770.
Compare tra i sottoscrittori degli atti del concilio convocato nel 769 a Roma da papa Stefano II.
Fu sepolto nella chiesa di Santa Maria alle Pertiche.

## Il culto
Il culto tributato ab antiquo al santo vescovo fu confermato da papa Leone XIII il 20 dicembre 1888.
Il suo elogio si legge nel Martirologio romano al 22 luglio.